# Conanthalictus wilmattae
Conanthalictus wilmattae är en biart som beskrevs av Cockerell 1936. Conanthalictus wilmattae ingår i släktet Conanthalictus och familjen vägbin. Inga underarter finns listade i Catalogue of Life.